# Râul Zlagna, Hârtibaciu
Râul Zlagna este un curs de apă, afluent al râului Hârtibaciu. 